# Erlach (district)
Erlach is een district in het kanton Bern en heeft als hoofdplaats Erlach. Het omvat 12 gemeentes op 84,7 km². 
Het district grenst aan twee meren en drie kantons (Vaud, Fribourg en Neuchâtel) en omvat de volgende gemeenten:
| Gemeentenaam  | Inwonersaantal (31/12/2005) | Oppervlakte (km²) |
| ------------- | --------------------------- | ----------------- |
| Brüttelen     | 617                         | 6,6               |
| Erlach        | 1130                        | 3,5               |
| Finsterhennen | 462                         | 3,6               |
| Gals          | 683                         | 7,9               |
| Gampelen      | 750                         | 10,8              |
| Ins           | 2944                        | 23,9              |
| Lüscherz      | 530                         | 5,4               |
| Müntschemier  | 1191                        | 4,9               |
| Siselen       | 598                         | 5,5               |
| Treiten       | 425                         | 4,7               |
| Tschugg       | 451                         | 3,3               |
| Vinelz        | 792                         | 4,6               |
| Totaal (12)   | 10.573                      | 84,7              |

Aarberg · Aarwangen · Bern · Biel · Büren · Burgdorf · Courtelary · Erlach · Fraubrunnen · Frutigen · Interlaken · Konolfingen · Laupen · Moutier · La Neuveville · Nidau · Niedersimmental · Oberhasli · Obersimmental · Saanen · Schwarzenburg · Seftigen · Signau · Thun · Trachselwald · Wangen